# Thailanda Open 2023
Thailanda Open 2023 a fost un turneu de tenis feminin care s-a jucat pe terenuri dure acoperite. A fost a treia ediție a Thailanda Open și a făcut parte din Circuitul WTA 2023. A avut loc la True Arena Hua Hin din Hua Hin, Thailanda în perioada 30 ianuarie – 5 februarie 2023.

## Campioni

### Simplu
Pentru mai multe informații consultați Thailanda Open 2023 – Simplu

### Dublu
Pentru mai multe informații consultați Thailanda Open 2023 – Dublu

## Puncte și premii în bani

### Distribuția punctelor
| Probă  | C   | F   | SF  | QF | R16 | R32 | Q   | Q2  | Q1  |
| Simplu | 280 | 180 | 110 | 60 | 30  | 1   | 18  | 12  | 1   |
| Dublu  | 280 | 180 | 110 | 60 | 1   | N/A | N/A | N/A | N/A |

### Premii în bani
| Probă  | C       | F       | SF      | QF     | R16    | R32    | Q2     | Q1     |
| Simplu | $34,228 | $20,226 | $11,275 | $6,418 | $3,922 | $2,804 | $2,075 | $1,340 |
| Dublu  | $12,447 | $7,000  | $4,020  | $2,400 | $1,848 | N/A    | N/A    | N/A    |